# آنتونیو کونسیسائو
آنتونیو کونسیسائو (انگلیسی: Toni Conceição؛ زادهٔ ۶ دسامبر ۱۹۶۱) بازیکن فوتبال اهل پرتغال است.
از باشگاه‌هایی که در آن بازی کرده‌است می‌توان به باشگاه فوتبال پورتو و باشگاه ورزشی براگا اشاره کرد.
وی همچنین در تیم ملی فوتبال پرتغال بازی کرده‌است.